# George Morrow (musicista)
George Morrow (Pasadena, 15 agosto 1925 – Orlando, 26 maggio 1992) è stato un contrabbassista statunitense di genere jazz.
Sebbene sia strettamente associato a Max Roach e Clifford Brown, Morrow appare anche nelle registrazioni di Sonny Rollins e Sonny Stitt.

## Biografia
Morrow nacque a Pasadena, in California. Dopo aver lasciato l'esercito, suonò con Charlie Parker, Sonny Criss, Teddy Edwards, Hampton Hawes e altri musicisti che si trovavano a Los Angeles . Trascorse poi cinque anni a San Francisco tra il 1948 e il 1953, esibendosi spesso al jazz club Bop City e lavorando con Dexter Gordon, Wardell Gray, Billie Holiday e Sonny Clark . 
Secondo Roach, Morrow aveva "lavorato come freelance nei club di San Francisco" quando lo assunsero dopo aver rifiutato altri due bassisti.  Ha suonato in tutti gli album in studio del Clifford Brown-Max Roach Quintet. Dopo lo scioglimento della band dovuto alla morte di Brown e Richie Powell in un incidente stradale, Morrow continuò a registrare con la band di Roach. Negli anni '70 ha lavorato anche con Anita O'Day prima di unirsi alla house band di Disney World nel 1976. Morì a Orlando, Florida.

## Discografia
Con David Amram
- The Young Savages: An Original Sound Track Recording ( Columbia, 1960 [1961])

Con Curtis Amy
- Way Down (Pacific Jazz, 1962) – con Victor Feldman

Con Earl Anderza
- Outa Sight (Pacific Jazz, 1962 [1963])

Con Chet Baker
- (Chet Baker Sings) It Could Happen to You ( Riverside, 1958)

Con Clifford Brown
- Clifford Brown with Strings ( EmArcy, 1955)

Con Clifford Brown e Max Roach
- Brown and Roach Incorporated (EmArcy, 1954 [1955])
- Clifford Brown & Max Roach (Emarcy, 1954)
- Daahoud ( Mainstream, 1954 [1973])
- The Best of Max Roach and Clifford Brown in Concert ( GNP Crescendo, 1954 [1956])
- Jam Session (EmArcy, 1954) – con Maynard Ferguson e Clark Terry
- Study in Brown (EmArcy, 1955)
- Live at the Bee Hive (Columbia, 1955 [1979])
- Clifford Brown and Max Roach at Basin Street (EmArcy, 1956)
- Pure Genius Vol. 1 (Elektra/Musician, 1956 [1982]) – con Sonny Rollins e Richie Powell

Con Anita O'Day
- Cool Heat (Verve, 1959)

Con Max Roach
- Max Roach + 4 (EmArcy, 1956)
- Jazz in ¾ Time (EmArcy, 1956–57 [1957])
- MAX (Argo, 1958)
- The Max Roach 4 Plays Charlie Parker (EmArcy, 1958 [1959])

Con Sonny Rollins
- Work Time ( Prestige, 1955 [1956])
- Rollins Plays for Bird (Prestige, 1956 [1957])
- Sonny Boy (Prestige, 1956 [1961])
- Sonny Rollins Plus 4 (Riverside, 1956)
- Tour de Force (Prestige, 1956 [1958])

Con Gene Russell
- Up and Away ( Decca, 1967)

Con Sonny Stitt
- The Hard Swing (Verve, 1959)
- Sonny Stitt Swings the Most (Verve, 1959 [1960])

Con Dinah Washington
- Dinah Jams (EmArcy, 1954 [1955])